# Gernewitz

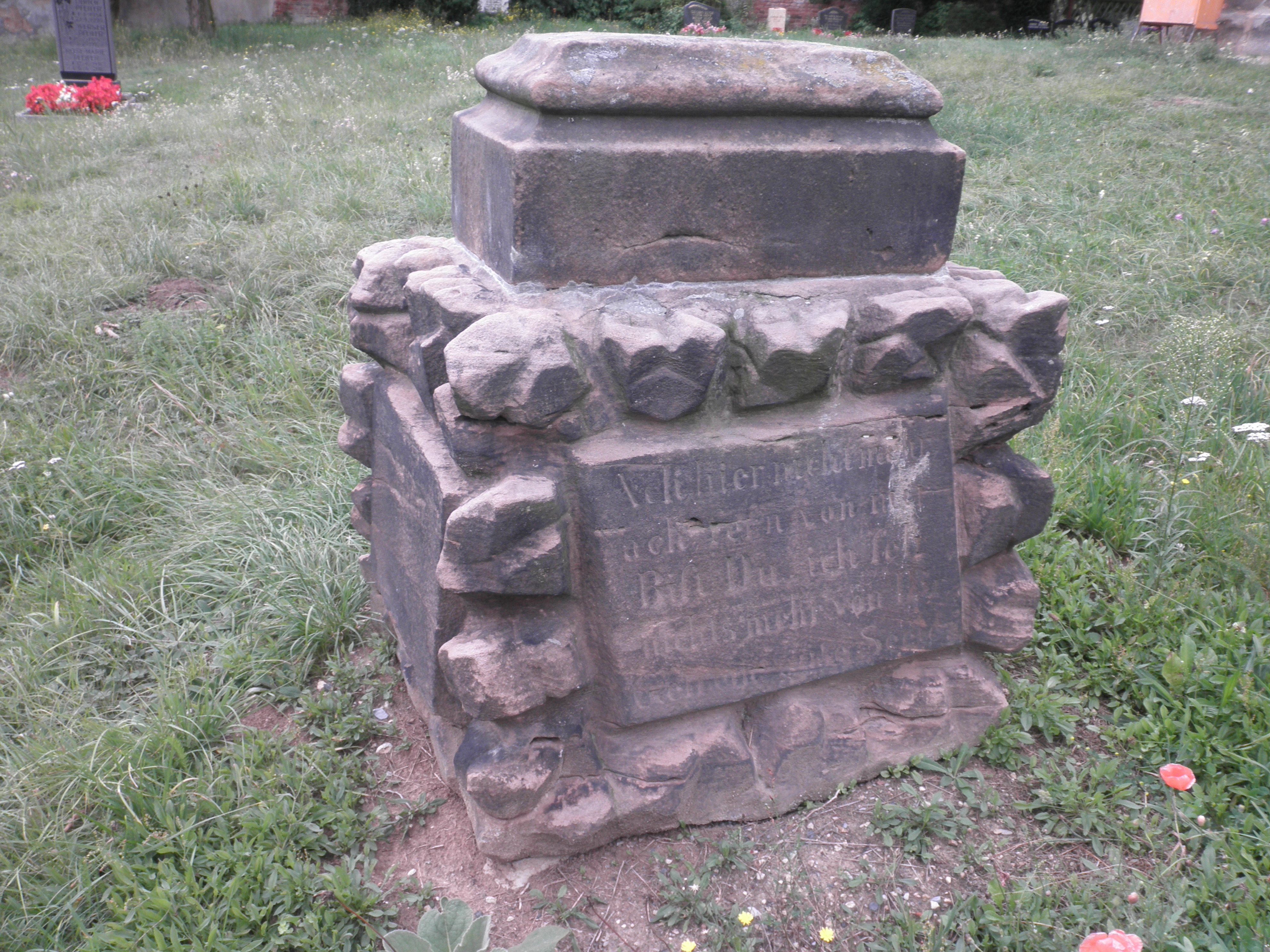
Gedenkstein an Seuchentote 1813/14 auf dem Kirchhof in Gernewitz

Gernewitz ist ein Ortsteil von Stadtroda im Saale-Holzland-Kreis in Thüringen.

## Geografie
Die Ortslage Gernewitz befindet sich  2 km  westlich von Stadtroda an der 1835 ausgebauten Jenaer Chaussee – jetzt Landesstraße 1077 nach Jena. Der Ort liegt am rechten Ufer der Roda und wird auch vom Grünzigbach entwässert. Untergeordnete Straßen verbinden Gernewitz mit den Nachbarorten Schlöben, Schöngleina und Beulbar. Der nächste Anschluss zur Bundesautobahn 4 ist bei Jena gegeben. Nördlich von Gernewitz verläuft die Bahnstrecke Weimar–Gera.

## Geschichte
Am 20. März 1252 wurde der Ort als Gornuwiz erstmals urkundlich genannt. Weitere Erwähnungen als Gurnewiz (1259), Gornowicz (1450) und Gornebicz (1518) sollen auf die slawischen Wurzeln des Ortes verweisen. Eine andere Deutung des Namens will den Ort als Gründung eines deutschen Lokators Gernod deuten.
Mit dem bereits 1200 erwähnten Henricus de Gornewicz wird ein mit dem Ort verbundenes Adelsgeschlecht als Lehensmann der Burggrafen von Kirchberg erwähnt, der in Kapellendorf vier Hufen Land dem dort entstehenden Kloster Kapellendorf spendet. Bei einem Erdrutsch traten 1977 zufällig Grundmauern und Kleinfunde des Adelssitzes zutage, die von Archäologen als hochmittelalterlicher Herrensitz angesprochen und datiert wurden.
Die Adelsfamilie konnte auch im Umkreis der Herren von Lobdeburg emporstreben. Überliefert sind Henricus und Kilians von Gornewitz. Dieser Kilian wurde als Kilianus dictus Puster de Gornewicz auch Besitzer des nahen Ortes Drackendorf im Saaletal.
Mit der „Lobdeburger Fehde“ (1295–1316) begann der Untergang der Lobdeburger Dynasten. 1358 war die Lobdeburg an die Landgrafen von Thüringen gelangt. 1465 erhielten die nun landgräflichen Gefolgsleute Nikolaus und Hans Puster die Lobdeburg und den zugehörigen Burgbezirk zum Lehen.
Das Dorf Gernewitz zählte bald zum Besitz des Klosters Roda. Dieses Nonnenkloster wurde nach 1228 zunächst als Hauskloster der Lobdeburger gegründet und ausgebaut. Nach der Einführung der Reformation wurde das Kloster 1534 aufgehoben. Über einen ersten Kirchenbau in Gernewitz, vermutlich von Ende des 13. Jahrhunderts, fehlen die Urkunden. Zunächst war die Nachbarstadt Roda für den Schutz der Dorfbevölkerung in Kriegszeiten, die kirchliche und schulische Versorgung der Gernewitzer zuständig.
In der Ortschronik wurde der Großbrand vom 15. April 1645 mit 20 niedergebrannten Gehöften verzeichnet.
Der landwirtschaftlich geprägte Ort hatte 1670 25 Wohnhäuser und musste jährlich 17 Gulden und 8 Groschen Steuern an das Amt zahlen. 1693 zählte man 144 Einwohner. 1840 waren 172 Einwohner und 1885 195 Einwohner im Ort ansässig, der nun 31 Wohnhäuser und 34 Haushaltungen hatte.
1667 wurde die erste Schule im Ort eröffnet, als Lehrer traten Handwerker und Bürger der Nachbarstadt Roda in Erscheinung. 1798 wurde das Schulhaus erneuert und erhielt eine Wohnung für den Lehrer. Die 1842 erbaute Schule wurde von 20 bis 25 Kindern besucht.
Die heutige Kirche wurde 1790 geweiht und hatte einen spätgotischen Vorgänger, von dem eine 1494 gegossene Glocke erhalten blieb. Beim Bau des Kirchturmes verunglückte der Schieferdecker Johannes Caspar Hofmann aus Schmiedebach am 21. August 1789 tödlich.
Das während der Befreiungskriege von Soldaten aus dem Osten mitgebrachte „Nervenfieber“ (wohl Typhus) forderte 1813/14 zahlreiche Opfer auch unter der ansässigen Bevölkerung. An sie erinnert ein Gedenkstein auf dem Kirchhof.
Der sonst unauffällige Grünzigbach schwoll am 9. August 1846 nach sintflutartigen Regenfällen enorm an und verheerte große Teile des Ortes. Ein Hagelschlag vom 27. Juli 1867 vernichtete den Großteil der Getreideernte und trieb viele Bauern in die Verschuldung.
1899 bildeten die Gernewitzer Milchbauern eine Molkereigenossenschaft, um eine moderne Molkerei erbauen und betreiben zu können, sie war bis nach dem Zweiten Weltkrieg in Betrieb. 1968 wurde das stillgelegte Molkereigebäude von der Landwirtschaftlichen Produktionsgenossenschaft Laasdorf für die Gemüsevermarktung umgenutzt.
Am 1. Juli 1950 erfolgte die Eingliederung des Nachbarortes Podelsatz. Der 1953 gegründeten LPG „Auf Friedenswacht“ schlossen sich die Gernewitzer Bauern nach propagandistischer Vorbereitung und Druck an. Am Ort wurde bald eine Außenstelle der Maschinen-Traktoren-Station (MTS) Schlöben eingerichtet. Der landwirtschaftliche Gerätebestand wurde 1970 mit einer Kartoffelsortieranlage, 1975 mit einer Pelletieranlage und der an der Molkerei angebauten Gemüseverarbeitungshalle ausgeweitet. Im Ort wurde eine Konsumverkaufsstelle und ein Kindergarten eingerichtet.
Für die Unterbringung einer Jenaer Künstlerkommune erwarb das Kulturamt der Stadt Jena ein vom Verfall bedrohtes Gehöft. Der Ort sollte auch eine Werkstatt für den VEB Denkmalpflege Rudolstadt aufnehmen, die zu diesem Zeitpunkt im Bezirk Gera zahlreiche Restaurierungsprojekte übernommen hatte und dafür geeignete Lager- und Werkstatteinrichtungen in verkehrsgünstiger Lage (Autobahnnähe) benötigte.

## Kultur und Sehenswürdigkeiten
- Die Dorfkirche wurde 1789/90 gebaut und erhielt 1834 nach einem blitzbedingten Kirchturmbrand einen neuen Turmhelm. Kirchenrenovierungen erfolgten 1898, 1938, 1989 und 2012. Der Dachstuhl müsste erneuert werden. Die Poppe-Orgel von 1794 wurde 2003 restauriert.
- Ein altes Denkmal auf dem Kirchhof erinnert an die zahlreichen Toten durch das „Nervenfieber“ 1813/14.
- Das nun alle zwei Jahre stattfindende Strohfest ist eine wiederbelebte bäuerliche Tradition.[1]
- Der Ort besitzt ein Steinkreuz aus vorreformatorischer Zeit.
- Auf dem Gelände eines denkmalgeschützten Vierseithofes wurde der Denkmalhof Gernewitz eingerichtet, dessen Mitarbeiter altes Baumaterial sichern und in Neubauten auf dem Land  verarbeiten. Hier finden auch Schulungen und Schauveranstaltungen am Tag des offenen Denkmals statt.
- 1983 fand im Ort das Bildhauersymposium des Verbands Bildender Künstler der DDR des Bezirks Gera statt.
- Nach 1990 wurde der Thüringer Kristallhof in einem aufgelassenen Bauernhof eingerichtet.
- Auch der Altthüringer Weinkeller mit Restaurant und Hotel entstand.